# Джон Вінсент Бірн
Джон Вінсент Бірн (англ. John Vincent Byrne; 9 травня 1928 — 11 січня 2024) — американський морський геолог та академік. Він служив як 12-й ректор Університету штату Орегон з 1984 по 1995 року.
Бірн вчився Гамільтон коледжі у своєму рідному штаті Нью-Йорк, де отримав ступінь  бакалавра наук в області  морської геології в 1951 році. Пізніше він продовжив своє навчання і отримав ступінь магістра наук у  Колумбійського університету в геології в 1953 році, і Ph.D в морської геології з Університет Південної Каліфорнії в 1957 році..
З 1960 року Бірн почав працювати в Орегонському державному університеті, де служив до 1981 року, займаючи посади першого декана Океанографічної школи, віце-президента з досліджень і аспірантури та декана досліджень. У 1981 році,Бірн був призначений президентом США Рональдом Рейганом на посаду Голови Національного управління океанічних і атмосферних досліджень. Він обіймав посаду до 1984 року, коли він повернувся в штаті Орегон, коли він був призначений президентом, змінивши Роберта Вільяма Мак-Вікара. Бірн не служив до своєї відставки в 1995 році, коли він змінив Paul G. Ріссер. Він знаходиться в Корвалліс, штат Орегон.